# علي في الأدب الفارسي
ورد اسم علي بن أبي طالب أول أئمة الشيعة ورابع الخلفاء عند السنة في الأدب الفارسي كثيرًا، ومن أبرز الكتب التي ظهر فيها اسم الإمام كتاب الشاهنامه للشيخ الفردوسي وكتاب شهريار وغيرهما من الكتب.